# Ron Moody
Ronald Moodnick, más conocido como Ron Moody (Tottenham, 8 de enero de 1924 - Londres, 11 de junio de 2015), fue un actor, compositor, cantante y escritor británico.

## Primeros años
Moody nació en Tottenham, Middlesex (que ahora forma parte del Gran Londres), Inglaterra, hijo de Kate y Bernard Moodnick. Su padre era de Rusia y su madre tenía ascendencia lituana. Él es un primo del director Laurence Moody y la actriz Clare Lawrence. Su apellido fue cambiado legalmente a Moody en 1930.

## Educación
Moody fue educado en la escuela del condado de Southgate, que en ese momento era una escuela primaria estatal, y con sede en Palmers Green, Middlesex, seguido por la Escuela de Economía y Ciencia Política de Londres, donde se entrenó para convertirse en un sociólogo. Durante la Segunda Guerra Mundial se alistó en la Royal Air Force y se convirtió en un técnico de radar.
Ron Moody murió en el hospital el 11 de junio de 2015, de edad 91 años.

## Filmografía
- Norman el amante (1959)
- Five Golden Hours (1961)
- A Pair of Briefs (1962)
- Summer Holiday (1963)
- Un ratón en la luna (1963)
- Las extrañas mujeres de Pitt Street (1963)
- La señora McGinty ha muerto (1964)
- The Sandwich Man (1966)
- Oliver (1968)
- David Copperfield (1969)
- El misterio de las 12 sillas (1970)
- Flight of the Doves (1971)
- La leyenda de la bestia (1975)
- Dogpound Shuffle (1975)
- The Strange Case of the End of Civilization as We Know It (1977)
- Un astronauta en la corte del Rey Arturo (1979)
- Dominique (1980)
- Dial 'M' for Murder (1981)
- Otelo, como Iago (1981)
- Objetivo mortal (1982)
- Where Is Parsifal? (1983)
- Asterix and the Big Fight (1989) (voz)
- The Animals of Farthing Wood (1993 - 1995) (voz)
- Aventuras en la corte del rey Arturo, como Merlín (1995)
- Noah's Island (1997 - 1999) (voz)
- Revelación (2001)
- Paradise Grove (2003)

## Premios y reconocimientos
Recibió una nominación al premio Tony por su el papel del adorable villano "Fagin" en la obra Oliver!, al igual que una nominación al Globo de Oro y al Óscar por la adaptación cinematográfica de 1968.